# Kaliopi
Kaliopi Bukle (makedonski: Калиопи Букле; Ohrid, 28. prosinca 1966.) ili poznatija kao Kaliopi je makedonska pjevačica i kantautorica.
Kaliopi je jedna od najpoznatijih vokala makedonske glazbene scene, prepoznatljiva po svom specifičnom glasu. Slavu je stekla kompozicijama "Bato", "Oboji me", "Mjesečina", "Na pat do Makedonija" i drugima.
Bila je predstavnica Sj. Makedonije na Pjesmi Eurovizije 1996. s pjesmom "Samo ti", 2012. s pjesmom „Crno i belo“ i 2016. s pjesmom "Dona".

## Diskografija

### Albumi
- 1986. – Kaliopi
- 1987. – Rodjeni
- 1999. – Oboi Me
- 2001. – Ako denot mi e noḱ
- 2002. – Najmila – Live and Unreleased
- 2003. – Ne mi go zemaj vremeto
- 2005. – Me, Isadora
- 2007. – The Best Of
- 2008. – Želim ti Reči
- 2009. – Oblivion (ft. Edin Karamazov)
- 2010. – Poraka
- 2013. – Melem